# برنارد فانينغ

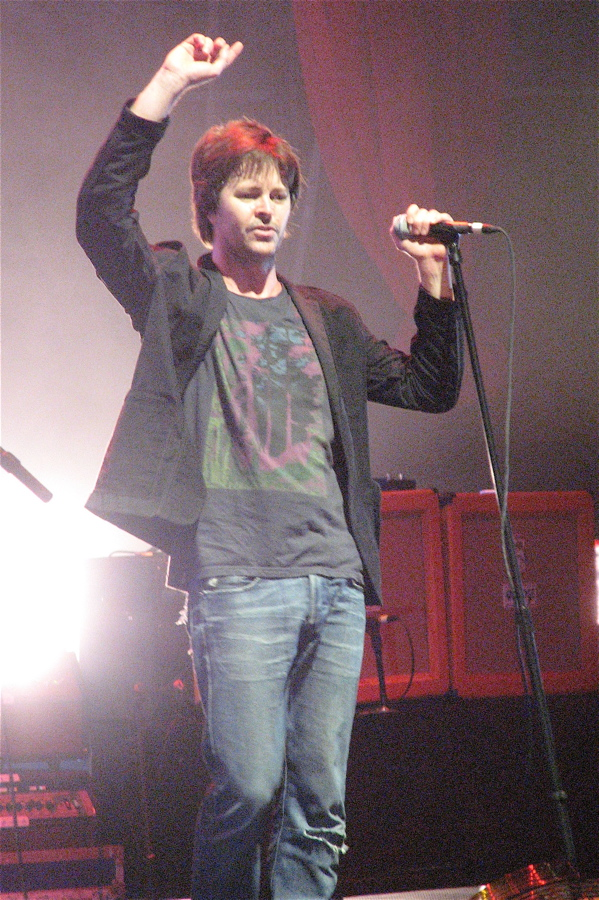
برنارد فانينغ

برنارد جوزف فانينغ (بالإنجليزية: Bernard Joseph Fanning) هو مغني أسترالي. ولد في 15 أغسطس 1969 في بريزين

## عن حياته
ولد برنارد فانينغ في بريزبان في 15 أغسطس 1969. نشأ مع شقيقين وأخت من عائلة كاثوليكية أيرلندية في ضاحية توونج.

## روابط خارجية
- برنارد فانينغ على موقع IMDb (الإنجليزية)
- برنارد فانينغ على موقع ميوزك برينز (الإنجليزية)
- برنارد فانينغ على موقع أول ميوزيك (الإنجليزية)
- برنارد فانينغ على موقع ديسكوغز (الإنجليزية)
- برنارد فانينغ على موقع قاعدة بيانات الفيلم (الإنجليزية)